# 銀座・新潟情報館 THE NIIGATA
銀座・新潟情報館 THE NIIGATA（ぎんざ・にいがたじょうほうかん ザ・ニイガタ）は、東京都中央区銀座にある新潟県のアンテナショップ。2024年（令和6年）にオープンした。
渋谷区神宮前にあった同県のアンテナショップ表参道・新潟館ネスパスがビル建替えのため2023年（令和5年）12月に閉館したため、その後継施設としてオープンした。レストランは2024年5月31日、移住相談窓口とイベントスペースは同年6月17日に先行オープン、１，２階のショップが8月8日にオープンし全面オープンした。。

## 構成
銀座すずらん通りにあるビルの地下1階から地上3階までと、8階の計5フロアを使用している。延床面積は540 ㎡で、先代のネスパスの3分の1以下となった。設計・施工は乃村工藝社で、物販の運営会社はJR東日本新潟シティクリエイトとジェイアール東日本企画新潟支社の共同事業体。

### 8階
レストラン「THE NIIGATA Bit GINZA」
レストラン「Bit」は2016年に銀座七丁目の中央通りのビルに開業したレストランだったが、2024年3月末で契約満了のため閉店していた。2024年5月31日にTHE NIIGATAのレストランとして8階にオープンした。

### 3階
イベントスペース
2024年6月17日にオープン。常時アート作品が展示されている。

### 2階
新潟清酒・THE SAKE Stand
30種類以上の新潟清酒の利き酒ができる都内最大規模の有料試飲コーナー「新潟清酒・THE SAKE Stand」。

### 1階
ショップ
新潟で収穫した野菜や果物、日本海の海産物、お菓子などを集めたショップに魚沼産コシヒカリを使用し、新潟県産の具材などを使ったおにぎりをテイクアウト専門で販売する「THE ONIGIRI・Ya」を併設。

### 地下1階
にいがた暮らし・しごと支援センター
2024年6月17日に移住相談窓口として開設された。

## 所在地
- 東京都中央区銀座5-6-7

## 交通アクセス
- 東京メトロ銀座駅A2・B5出口より徒歩約2分。
- JR有楽町駅より徒歩約8分。